# 天貓座RR
天貓座RR，又名BD+56 1125，HD 44691、SAO 25731、HR 2291，是天貓座的一颗恒星，视星等为5.64，位于銀經158.63，銀緯19，其B1900.0坐标为赤經6h 17m 59.3s，赤緯+56° 19′ 18″。